# Місао Фудзімура
Місао Фудзімура яп. 藤村 操 2 липня 1886 — 22 травня 1903 — японський студент, юний поет і філософ, якого в основному пам'ятають через його прощальний вірш.

## Біографія
Місао Фудзімура народився на острові Хоккайдо. Його дід був колишнім самураєм в клані Моріока (Morioka Domain), після Революції Мейдзі його батько переїхав на острів Хоккайдо як директор Банку (Hokkaido Bank). Фудзімура закінчив середню школу в Саппоро, і потім переїхав до Токіо, де навчався в підготовчій школі для вступу в Токійський університет.
Фудзімура збожеволів, коли його відкинула Таміко, старша донька Кікуті Дайроку, вибравши іншого, Тацукіті Мінобе (Tatsukichi Minobe), за якого вона пізніше вийшла заміж.
У травні 1903 він поїхав в Нікко на водоспад Кегон. Перед скоєнням самогубства на стовбурі дерева залишив свій прощальний вірш.
Могила Фудзімура знаходиться на кладовищі Аояма в Токіо.
Сумна романтична історія була рознесена засобами масової інформації та прокоментована відомим японським письменником Нацуме Сосекі, вчителем англійської мови в школі, де навчався Фудзімура.

## Прощальний вірш Місао Фудзімура
| Японською мовою | Переклад англійською мовою |
| --- | --- |
| 巌頭之感 悠々たる哉天壌、 遼々たる哉古今、 五尺の小躯を以て此大をはからんとす。 ホレーショの哲学竟に何等のオーソリテーを価するものぞ。 万有の真相は唯一言にして悉す、 曰く「不可解」。 我この恨を懐て煩悶終に死を決するに至る。 既に巌頭に立つに及んで 胸中何等の不安あるなし。 始めて知る 大なる悲観は大なる楽観に一致するを | How immense the universe is! How eternal history is! I wanted to measure the immensity with this puny five-foot body. What authority has Horatio’s philosophy?* The true nature of the whole creation. Is in one word — «unfathomable.» With this regret, I am determined to die. Standing on a rock on the top of a waterfall. I have no anxiety. I recognize for the first time. Great pessimism is nothing but great optimism. |

### Аматорський переклад українською мовою
Який величний Всесвіт! 

І як одвічна історія! 

Я хотів обійняти цю неосяжність моїм маленьким п'ятифутовим тілом. 

Що так цінно в філософії Горація? 

Дійсна природа кожної речі. 

Одним словом - «бездонно». 

На жаль, мені судилося померти. 

Стоячи на камені на вершині водоспаду 

Я не боюсь 

Я вперше пізнав:

Великий песимізм є ніщо інше, як великий оптимізм.

## Пам'ять

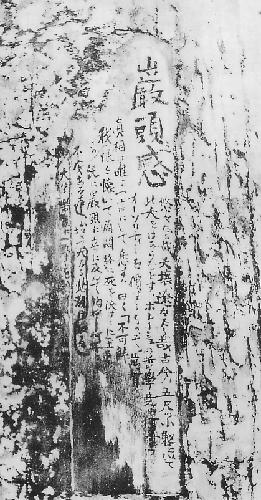
Прощальна поема Місао Фудзімури
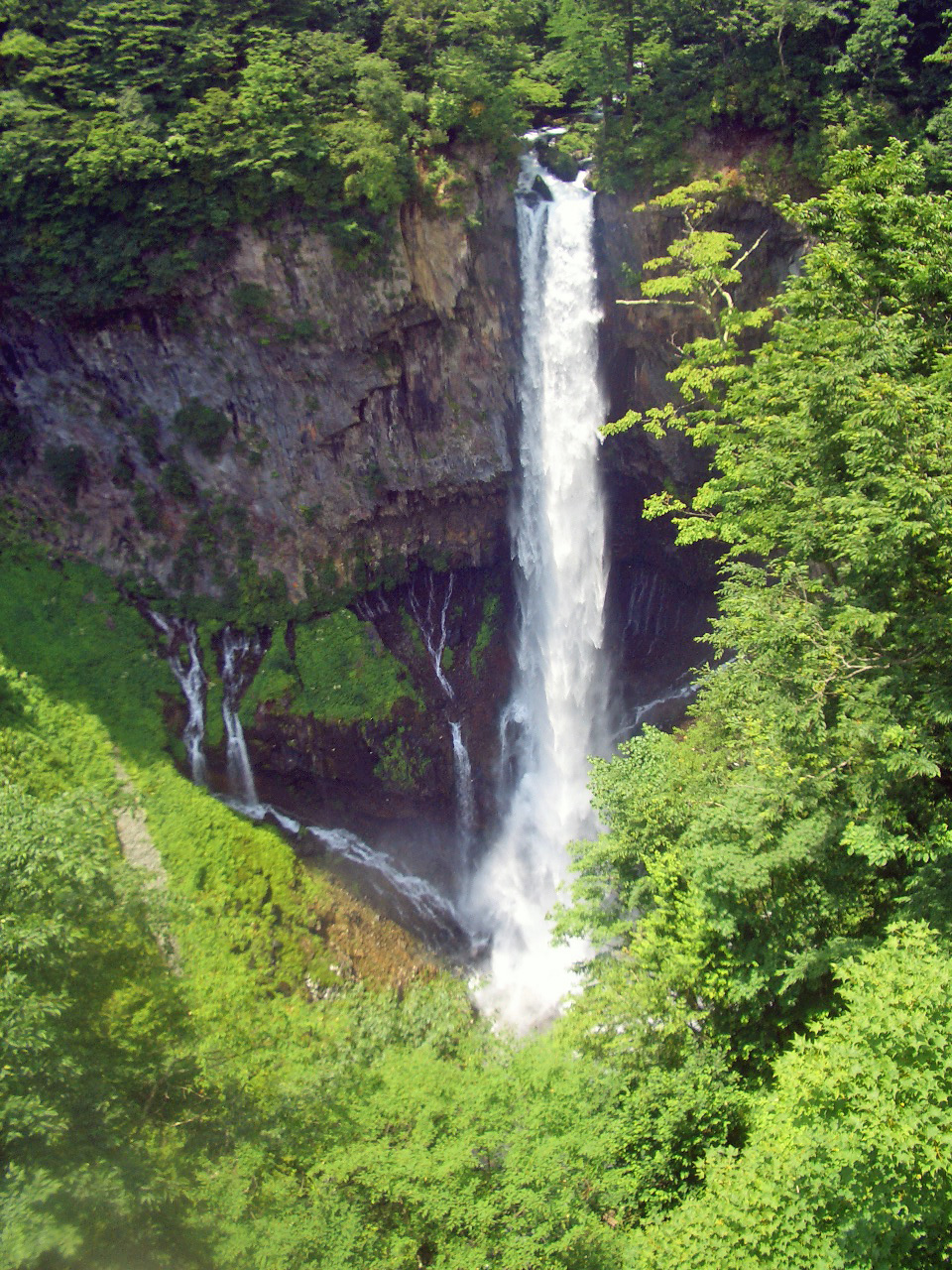
Водоспад Кегон
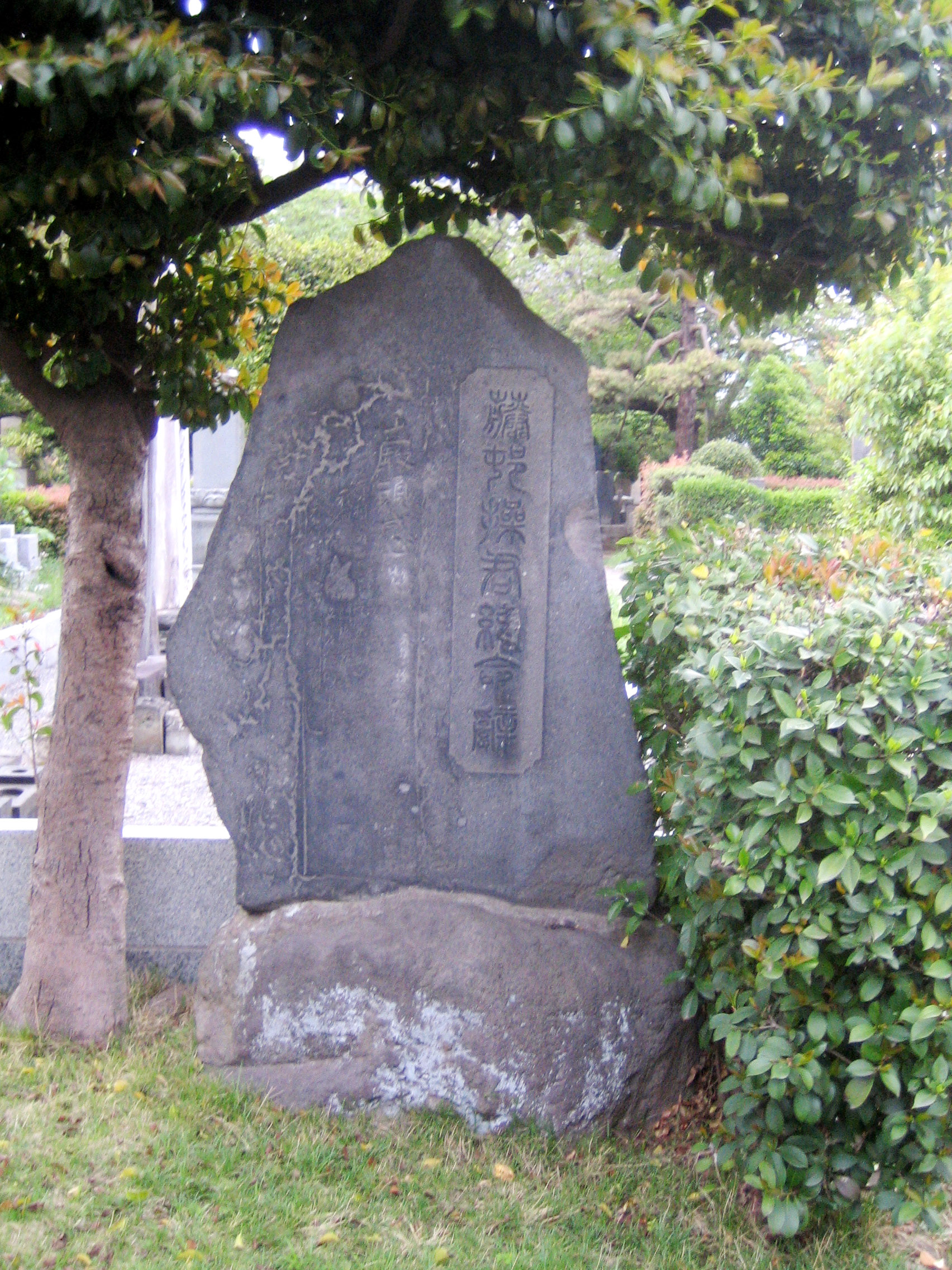
Надгробний камінь на могилі Місао Фудзімури